# La Radiolina
La Radiolina är ett album av Manu Chao, utgivet 2007 på skivbolaget Because Music.

## Låtlista
1. "13 días" - 2:37
2. "Tristeza maleza" - 2:54
3. "Politik Kills" - 3:03
4. "Rainin in Paradize" - 3:41
5. "Besoin de la Lune" - 1:55
6. "El kitapena" - 1:55
7. "Me Llaman calle" - 3:14
8. "A cosa" - 2:14
9. "The Bleedin Clown" - 1:55
10. "Mundorévès" - 1:49
11. "El hoyo" - 3:23
12. "La vida tómbola" - 3:16
13. "Mala fama" - 4:08
14. "Panik panik" - 1:46
15. "Otro mundo" - 2:48
16. "Piccola radiolina" - 1:08
17. "¿Y ahora qué?" - 1:45
18. "Mama cuchara" - 1:43
19. "Siberia" - 2:05
20. "Soñe otro mundo" - 1:19
21. "Amalucada vida" - 2:26